# Ein kurzer Arbeitstag
Ein kurzer Arbeitstag ist ein polnischer Spielfilm von Krzysztof Kieślowski aus dem Jahre 1981.

## Handlung
Der Film erzählt als dokumentarischer Spielfilm die Geschehnisse der Arbeiterunruhen von 1976 in der polnischen Stadt Radom. Im Zentrum der Handlung steht der Erste Sekretär der Woiwodschaftsleitung der PVAP, der in Radom 1976 die Verantwortung für das Verhalten der Partei trug und 1981 vor einem Tribunal der freien Gewerkschaft Solidarność Rechenschaft über sein damaliges Verhalten ablegen soll. In Rückblenden erzählt der Film die damalige Geschichte nach, die in einem Sturm von Arbeitern auf das Gebäude der Woiwodschaftsleitung der PVAP gipfelt. Der Erste Sekretär hatte sich hier verschanzt und war entschlossen, wie ein Kapitän mit dem sinkenden Schiff unterzugehen.

## Hintergrund
Der Film wurde nach der Fertigstellung von der Zensur verboten. Nach der Wende sah Kieślowski keinen Sinn mehr in einer Vorführung des Films, und so kam es erst 1996 nach dem Tode Kieślowskis zur ersten Aufführung im polnischen Fernsehen. Der Film wurde außerdem danach zu diversen Filmfestivals eingeladen und als Hommage an Kieślowski gezeigt (u. a. auf der Berlinale). Aus diesen Gründen gehört der Film zu den wenig bekannten Werken des polnischen Meisterregisseurs, ist jedoch ein prägnantes Beispiel für die Verbindung des Dokumentarfilmstils Kieślowskis und des Spielfilms. Als politisch sehr engagierte Arbeit steht sie jedoch im Gegensatz zu den psychologisch tiefen späteren Filmen Kieślowskis.
Als Besonderheit gilt noch zu erwähnen, dass in diesem Film der spätere Ministerpräsident Tadeusz Mazowiecki einen kurzen Auftritt hat. Mazowiecki stellt sich in diesem Film selbst dar.

## Kritiken
- Filmdienst: Engagiert polemisiert Kieslowski gegen einen typischen Vertreter des damaligen Machtsystems, der sich durch die brisante Umbruchsituation zu lavieren versucht.